# Hello World (film)
Pour les articles homonymes, voir Hello world (homonymie).
Pour plus de détails, voir Fiche technique et Distribution.
Hello World (ハロー・ワールド) est un film japonais réalisé par Tomohiko Itō, sorti en 2019.

## Synopsis
En 2027, à Kyoto, Naomi Katagaki, un lycéen qui rencontre son lui futur (de 10 ans son aîné). Ensemble, ils doivent changer l'avenir et sauver une camarade de classe, Ruri, que le jeune Naomi commence à fréquenter depuis trois mois.

## Fiche technique
- Titre : Hello World
- Titre original : ハロー・ワールド
- Réalisation : Tomohiko Itō
- Scénario : Mado Nozaki
- Musique : Aidinbeats
- Photographie : Yoshiki Obata
- Montage : Shigeru Nishiyama
- Société de production : CyberAgent, Graphinica, Movic, Shūeisha et Tōhō
- Pays :  Japon
- Genre : Animation, comédie dramatique, romance et science-fiction
- Durée : 97 minutes
- Dates de sortie : 
  -  Japon : 20 septembre 2019

## Doublage
- Haruka Fukuhara : Misuzu Kadenokōji
- Minami Hamabe : Ruri Ichigyō
- Takumi Kitamura : Naomi Katagaki
- Minako Kotobuki : Yiyi Xu
- Takehito Koyasu : Kōji Senko
- Rie Kugimiya : Crow
- Tōri Matsuzaka : Naomi Katagaki

## Distinctions
Le film a été nommé au prix du film Mainichi du meilleur film d'animation.